# Waltraud Hock
Waltraud Hock (geboren am 8. Oktober 1922 in Wiesbaden, Regierungsbezirk Darmstadt; gestorben März 1943 in Oświęcim KZ Auschwitz) war eine deutsche Arbeiterin, die aus verschiedenen Gründen in den Fokus der NS-Justiz geriet. Als sogenannte Asoziale wurde sie im Februar 1943 in das Konzentrationslager Ravensbrück deportiert. Wenig später wurde sie in das Vernichtungslager Auschwitz überstellt und dort ermordet.

## Leben
Waltraud Hock wurde als Tochter von Lina Baumgartner und eines amerikanischen Besatzungssoldaten geboren. Sie wuchs zusammen mit ihrer Mutter in schwierigen finanziellen Verhältnissen auf und musste die zweite Schulklasse wiederholen. Im Alter von 16 Jahren heiratete sie Peter Hock und bekam mit ihm eine Tochter. Die Ehe wurde 1941 geschieden und ihr wurde vorgeworfen, sich angeblich nicht ausreichend um ihre Tochter gekümmert zu haben. Ein späteres Gutachten der Nationalsozialistischen Volkswohlfahrt Jugendhilfe der NS-Justiz stellte „Faulheit und Gleichgültigkeit“ als Gründe für ihre schulischen Probleme fest. Es wurden auch Zweifel an der Aussage von Hocks Mutter laut, die angegeben hatte, dass Karl Bleidtner der Vater ihrer Tochter sei. Parteifunktionäre unterstellten stattdessen, dass Waltraud Hock in Wirklichkeit die Tochter eines „farbigen Besatzungssoldaten sei, einem angeblichen US-Amerikaner“. Es wurde auch bekannt, dass Baumgartners Ex-Ehemann im Jahr 1933 in politische Schutzhaft genommen wurde und sich dort erhängte.
Im Jahr 1940 wurde Waltraud Hock wegen Diebstahls von 20 Reichsmark verurteilt. In einem Gutachten wurde erwähnt, dass auch ihre Mutter, Lina Baumgartner, wegen „unerlaubten Umgangs mit Kriegsgefangenen“ inhaftiert war. Sowohl Mutter als auch Tochter wurden beschuldigt: „Liebhaber in ihrer Wohnung empfangen, konnten aber nicht erwischt werden, weil sie so raffiniert waren“. In dem Bericht wurde die Zwangssterilisation von Lina Baumgartner thematisiert. Es wurde erwähnt, dass einige von Hocks Geliebten Frauen waren, da der Bericht sie ohne nähere Erläuterungen oder Beweise als „Lesbierin“ bezeichnete. Der Bericht führte weitere Anhaltspunkte an, um die Straffähigkeit zu begründen. Hocks Homosexualität wurde als die „inneren Ursachen des Verbrechens, als moralische Fäulnis“ beschrieben.
Die Zwangssterilisation wurde im Nationalsozialismus bei vielen Menschen angewandt, die als sogenannte Asoziale galten. Im Jahr 1935 war Geschlechtsverkehr zwischen Juden und Ariern verboten, während das Gesetz nicht den Sex zwischen Schwarzen und weißen Personen umfasste. Baumgartners genaue Gründe für eine Sterilisation gingen aus den Akten nicht direkt hervor, jedoch wird vermutet, dass das Gericht ihre frühere Beziehung zu einem wahrscheinlich schwarzen Berufssoldaten und ihre zahlreichen anderen Beziehungen als Verstoß gegen das Gesetz zur Verhütung erbkranken Nachwuchses vom Juli 1933 ansah.

### Verhaftung und Deportation
Im Jahr 1941 verbüßte Waltraud Hock eine vorübergehende dreimonatige Haftstrafe im Frauengefängnis Frankfurt-Preungesheim. In einer kurzen selbst verfassten Biografie von 1941 beschrieb sie den Grund für ihren Polizeigewahrsam. Als sie 19 Jahre alt war, bewarb sie sich beim Arbeitsamt als Schaffnerin bei den Wiesbadener Verkehrsbetrieben, wurde jedoch von den Beamten zu einer Arbeit auf einem Bauernhof dienstverpflichtet. Da ihr diese Art der Arbeit nicht lag, teilte sie dem Bauern offen mit, dass sie keine Freude daran habe. Der Bauer antwortete: „Dann ist es nicht sinnvoll, dass Sie kommen, denn man sollte die Arbeit lieben, die man tut.“ Hock interpretierte die Antwort des Bauern als ausreichende Entschuldigung, nicht mehr zur Arbeit zu erscheinen. Sie blieb zu Hause und ging davon aus, dass das Arbeitsamt ihr eine andere Arbeit zuweisen würde. Nachdem sie zwei Briefe des Amtes erhalten hatte, wurde sie wegen Arbeitsverweigerung zu drei Monaten Gefängnis verurteilt. Hock versprach, nach Verbüßung der Haftstrafe sofort wieder arbeiten zu wollen.
Am 22. Dezember 1941 verfasste Lina Baumgartner einen Brief an die Direktorin des Frauengefängnisses Frankfurt-Preungesheim. In dem Brief äußerte sie ihre Besorgnis über ihre Tochter, die bereits aus der Haft entlassen sein sollte. Hock hatte eine dreimonatige Strafe wegen Arbeitsverweigerung verbüßt und hätte laut Baumgartners Angaben am 17. entlassen werden sollen. Baumgartner schrieb: „Ich warte heute noch auf sie, bin in großer Aufregung wegen meines Kindes.“
Am 24. Dezember erhielt Lina Baumgartner eine Antwort von der ersten Oberin des Gefängnisses, in der ihr mitgeteilt wurde, dass ihre Tochter Waltraud Hock am 17. entlassen und in die Obhut der Wiesbadener Kriminalpolizei überführt worden war. Zu diesem Zeitpunkt wurde in dem Brief jedoch nicht erwähnt, dass die Polizei bereits beschlossen hatte, Hock nach Ablauf ihrer Haftstrafe in das Frauenkonzentrationslager Ravensbrück einzuweisen.
Waltraud Hock wurde von der Wiesbadener Kriminalpolizei ins Frauenkonzentrationslager Ravensbrück überführt, wo sie am 17. Februar als sogenannte Asoziale registriert wurde. Anschließend wurde sie in das Konzentrationslager Auschwitz deportiert und dort 1943 ermordet.

## Hintergründe und Forschungsstand
Historiker Samuel Clowes Huneke, Professor an der George Mason University in Virginia, präsentierte in seinem wissenschaftlichen Text mit dem Titel Heterogeneous Persecution: Lesbianism and the Nazi State, der im Juni 2021 veröffentlicht wurde, erstmals die Biografie von Waltraud Hock anhand erhaltener Dokumente. Er schrieb u. a. dass lesbische Frauen aus unterschiedlichen Gründen verfolgt wurden und stellte die These auf, dass das Lesbischsein von Waltraud Hock, obwohl es nicht explizit mit ihrem Schicksal in Verbindung gebracht wurde, eine Rolle bei der Entscheidung der NS-Bürokraten spielte, sie nach Ravensbrück zu deportieren. Huneke schlussfolgert anhand der dokumentierten biografischen Lebensabschnitte von Waltraud Hock, dass das Lesbischsein als einer von mehreren Gefahrenfaktoren betrachtet wurde. In seinem Aufsatz betont er, dass es sowohl Tolerierung als auch Verfolgung lesbischer Frauen im nationalsozialistischen Deutschland gab, und dass diese Faktoren zur Verhaftung beitragen konnten. Er unterstreicht die Notwendigkeit eines differenzierten Blicks auf die individuellen Umstände, um das Schicksal lesbischer Frauen während der Zeit des Nationalsozialismus in Deutschland zu verstehen.
Huneke führte aus, dass Hocks Status als Tochter eines Schwarzen Besatzungssoldaten zweifellos eine Rolle gespielt hat. Obwohl Schwarze Deutsche nicht in der gleichen Weise wie die Juden diskriminiert wurden, waren sie dennoch verschiedenen Formen von Diskriminierung und Verfolgung ausgesetzt. Während der Weimarer Republik griff die rechte Propaganda wiederholt die sogenannten „Rheinlandbastarde“ an, Kinder weißer Frauen und Schwarzer Soldaten nach dem Ersten Weltkrieg, die als „erbkrank“ klassifiziert wurden. Huneke führt an, dass es wenig überraschend ist, dass Waltraud Hock in einem Konzentrationslager endete. Die NS-Vorstellung der „arischen Volksgemeinschaft“ habe etliche Menschen als nicht zugehörig definiert: Homosexuelle, Prostituierte, Schwarze Deutsche, Sinti und Roma und andere.
Die Historikerin Anna Hájková beschrieb die vielfältigen Faktoren der Verfolgung von Waltraud Hock: „Hock wurde nicht wegen eines Grundes alleine verfolgt. Nicht nur weil sie Arbeit schwänzte, sondern auch weil sie arm war, weil ihr (Zieh-)Vater politischer Gegner der Nazis war, weil sie in der Schule auffiel, weil sie vermutlich „mixed race“ war, weil ihre Mutter bereits als „Asoziale“ abgestempelt wurde und: weil sie wechselnde Sexpartner*innen hatte – darunter auch Frauen.“ In ihrem 2022 erschienenen Artikel schrieb sie außerdem: „Ob Hock tatsächlich eine Schwarze Frau war, wissen wir nicht. Es gibt kein Bild von ihr. Bisher war es weder Huneke noch den Wiesbadener Archivar*innen möglich, ihre Tochter zu finden.“